# Katie Leigh
Katie Leigh-Pavlakovich (Monterey (Californië), 16 december 1958) is een Amerikaans stemactrice. Ze heeft voor veel televisie- en filmrollen gewerkt, waaronder Aladdin, Totally Spies en Rugrats. Ook heeft ze kort gewerkt bij de radio en voor een computerspel.

## Carrière

### Televisie
- The Adventures of the Little Prince - Little Prince
- Aladdin - Toevoegingen
- All-New Dennis the Menace - Joey & Gina
- Animalia - Zoe, Fushia, Snipsy & Echo
- As Told by Ginger - Jr. Harris & Jr. Harris Jr.
- Darkwing Duck - Honker Muddlefoot
- Dogtanian and the Three Muskehounds  - Juliette
- Dumbo's Circus - Dumbo
- Dungeons & Dragons - Sheila the Thief
- Gummi Bears - Sunni Gummi
- The Mr. Men Show - Little Miss Chatterbox, Little Miss Daredevil & Little Miss Helpful
- Muppet Babies - Baby Rowlf & Mrs. Mitchell
- My Little Pony - Sundance & Fizzy
- Richie Rich - Richie
- Rugrats - Toevoegingen
- Totally Spies - Alex

### Film
- Babe: Pig in the City - Hongerige kat
- Barnyard - Gemeen kind
- The Color Purple - Esther
- Indiana Jones and the Temple of Doom - Maharaja
- Lorenzo's Oil - Lorenzo
- My Little Pony: The Movie - Fizzy

### Radio
- Adventures in Odyssey - Connie Kendall

### Computerspel
- Star Ocean: First Departure - Millie Chliette